# شهرداری لاگودخی

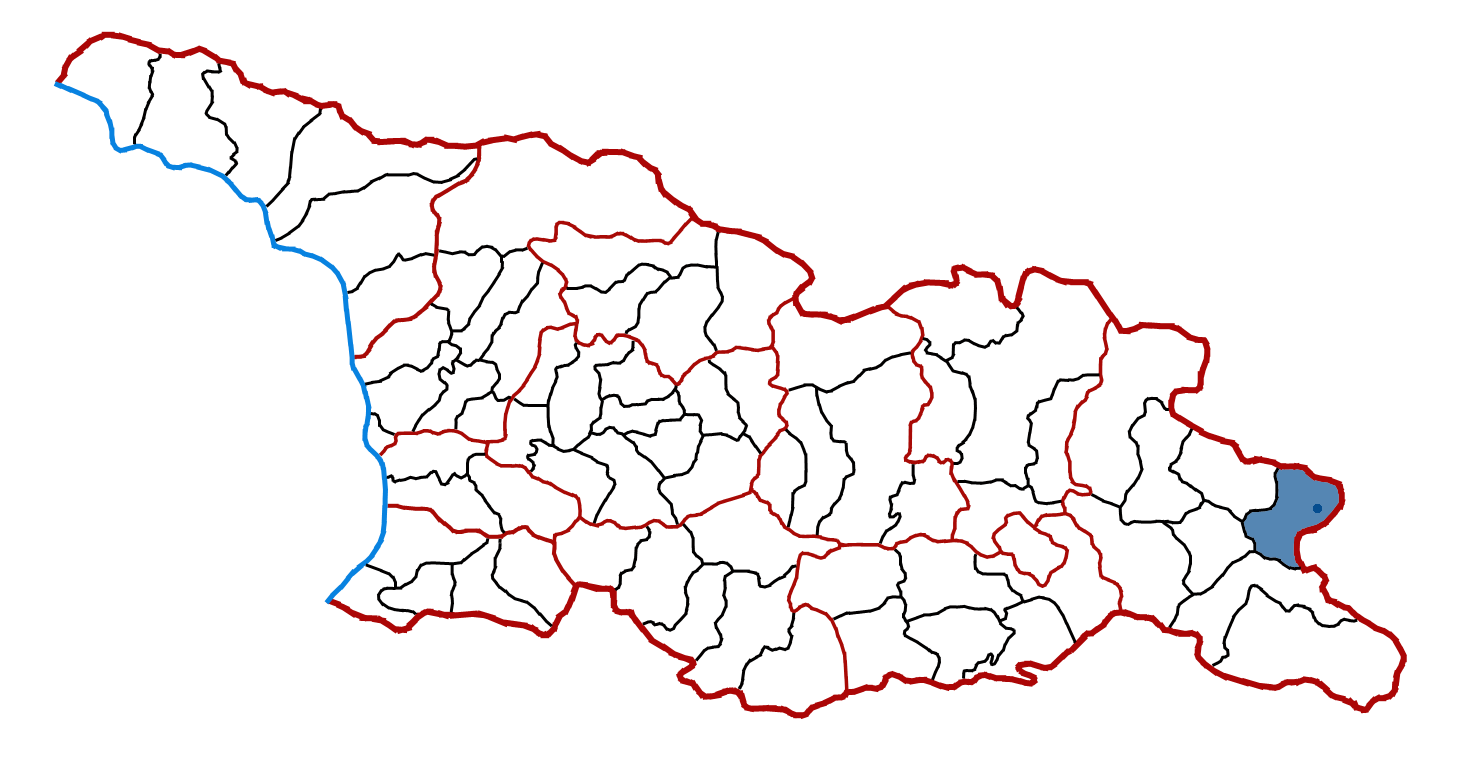
شهرداری لاگودخی

لاگودخی (گرجی: ლაგოდეხის მუნიციპალიტეტი) یکی از شهرداری‌های گرجستان در استان کاختی است. مرکز اداری آن لاگودخی است. این شهرداری در سال ۲۰۱۴ میلادی ۴۱۶۷۸ نفر جمعیت داشته است.